# Alkuin
Alkuin, angleški diakon, teolog in učenjak, * 735, † 19. maj 804.
Rodil se je v svobodni družini na zahodu northubrijskega kraljestva. Šolal se je v Yorku pri škofu Eckgbertu, ki je bil Bedov učenec. Leta 781 ga je Karel Veliki poklical v svojo dvorno sholo, kjer je po zgledu domače yorške shole vpeljal poučevanje disciplin trivija in kvadrivija. Velja za osrednjo osebnost karolinške renesanse. Posebej je zaslužen za uveljavitev karolinške minuskule. Pisal je poezijo, pisma, matematične učbeniške spise in biblične komentarje. Zadnja leta življenja je preživel kot opat v samostanu Marmoutier v mestu Tours.